# Бернатович Володимир Олександрович (полковник)
Бернатович Володимир Олександрович (20 квітня 1880 — † 1928) — полковник Армії УНР.

## Життєпис
Закінчив Віленську духовну семінарію та Віленське військове училище (1905). Служив у 112-му піхотному Уральському та 117-му піхотному Ярославському полках. У складі 117-го піхотного Ярославського полку брав участь у Першій світовій війні. З 11 серпня 1917 р. — ад'ютант 20-го легкого мортирного паркового дивізірну. Останнє звання у російській армії — капітан.
З 20 червня 1918 р. — старшина 3-го Сердюцького полку Армії Української Держави, з 18 грудня 1918 р. — старшина 3-го пішого полку Січових стрільців військ Директорії, з 2 червня 1919 р. прилучений до управління коменданта Тилу Дієвої армії УНР, старший комендант управління Тилу Дієвої армії УНР З 25 березня 1920 р. — у резерві старшин 2-ї запасної бригади Армії УНР, з серпня 1920 р. — у розпорядженні начальника Тилу Армії УНР.
Після інтернування Армії УНР жив у Ченстохова.
Помер у 1928 році.